# Lisa Weightman
Lisa Jane Weightman (née le 16 janvier 1979 à Melbourne) est une athlète australienne, spécialiste des courses de fond.

## Biographie
Elle participe à trois Jeux olympiques consécutifs sur marathon, se classant 33e en 2008, 17e en 2012 et 31e en 2016. En 2008, elle est médaillée de bronze par équipes aux championnats du monde de cross d'Édimbourg.
Elle remporte la médaille de bronze du marathon lors des Jeux du Commonwealth de 2010, à New Delhi,  et décroche la médaille d'argent lors de ceux de 2018, à Gold Coast.

## Palmarès
| Date | Compétition                    | Lieu           | Résultat | Épreuve     | Marque          |
| ---- | ------------------------------ | -------------- | -------- | ----------- | --------------- |
| 2008 | Championnats du monde de cross | Édimbourg      | 20e      | Individuel  | 2 h 34 min 16 s |
| 2008 | Championnats du monde de cross | Édimbourg      | 3e       | Par équipes |                 |
| 2008 | Jeux olympiques                | Pékin          | 33e      | Marathon    | 2 h 34 min 16 s |
| 2009 | Championnats du monde          | Berlin         | 18e      | Marathon    | 2 h 30 min 42 s |
| 2010 | Jeux du Commonwealth           | New Delhi      | 3e       | Marathon    | 2 h 35 min 25 s |
| 2012 | Jeux olympiques                | Londres        | 17e      | Marathon    | 2 h 27 min 32 s |
| 2016 | Jeux olympiques                | Rio de Janeiro | 31e      | Marathon    | 2 h 34 min 41 s |
| 2018 | Jeux du Commonwealth           | Gold Coast     | 2e       | Marathon    | 2 h 33 min 23 s |
| 2021 | Jeux olympiques                | Tokyo          | 26e      | Marathon    | 2 h 34 min 19 s |

## Records
| Épreuve  | Marque          | Lieu    | Date          |
| -------- | --------------- | ------- | ------------- |
| Marathon | 2 h 25 min 15 s | Londres | 23 avril 2017 |